# Jules De Bisschop
Jules Maria Adolphe Henri De Bisschop (Gante, 5 de febrero de 1879-Gante, 21 de diciembre de 1954) fue un deportista belga que compitió en remo.
Participó en los Juegos Olímpicos de París 1900, obteniendo una medalla de plata en la prueba de ocho con timonel. Ganó tres medallas de oro en el Campeonato Europeo de Remo entre los años 1898 y 1900.

## Palmarés internacional
| Juegos Olímpicos   | Juegos Olímpicos  | Juegos Olímpicos | Juegos Olímpicos |
| Año                | Lugar             | Medalla          | Prueba           |
| ------------------ | ----------------- | ---------------- | ---------------- |
| 1900               | París (Francia)   | Medalla de plata | Ocho con timonel |
| Campeonato Europeo |                   |                  |                  |
| Año                | Lugar             | Medalla          | Prueba           |
| 1898               | Turín (Italia)    | Medalla de oro   | Ocho con timonel |
| 1899               | Ostende (Bélgica) | Medalla de oro   | Ocho con timonel |
| 1900               | París (Francia)   | Medalla de oro   | Ocho con timonel |